# Stanhopea pseudoradiosa
Stanhopea pseudoradiosa là một loài lan đặc hữu của tây nam México.